# Хајвуд (Илиноис)
Хајвуд (енгл. Highwood) град је у америчкој савезној држави Илиноис. По попису становништва из 2010. у њему је живело 5.405 становника.

## Демографија
Према попису становништва из 2010. у граду је живело 5.405 становника, што је 1.262 (30,5%) становника више него 2000. године.
| Група             | 2000.         | 2010.         |
| Белци             | 2.347 (56,6%) | 2.079 (38,5%) |
| Афроамериканци    | 89 (2,1%)     | 83 (1,5%)     |
| Азијати           | 88 (2,1%)     | 121 (2,2%)    |
| Хиспаноамериканци | 1.584 (38,2%) | 3.074 (56,9%) |
| Укупно            | 4.143         | 5.405         |